# おおくぼひさこ
おおくぼひさこは、日本の写真家。東京生まれ。夫はギタリストの仲井戸麗市。

## 略歴
本名・加藤ひさこ。青山学院大学在学中、写真研究部に籍を置く。
卒業と同時に管洋志に師事。同年、『カメラ毎日』（毎日新聞社刊）に作品を掲載。
1985年、写真事務所「プラステン」を設立。

## 写真集
- 加藤登紀子写真集　(Happy Joke刊　1974年)
- THE RC SUCCESSION　(ロッキング・オン刊　1983年)
- すべてはALRIGHT　(パルコ出版刊　1985年)
- MR. & MRS.　（河出書房新社刊　1986年）
- 蘭丸 （音楽専科社刊　1989年）
- 21番目のまさか-佐野量子写真集 （CBSソニー出版刊　1989年）
- 写真集窯変源氏 （中央公論社刊　1993年）文・橋本 治
- DARKMOON（角川書店刊　1997年）文・橋本 治
- HORIZON （河出書房新社刊　2001年）
- BOYFRIEND （ぴあ株式会社刊　2010年）文・仲井戸麗市
- PASSING  (河出書房新社刊　2015年）

## 写真展
- 【ガロ写真展】（渋谷パルコ　1973年）
- 【REICHI】（渋谷、あじさい画廊　1975年）
- 【杏里-TIMELY】（渋谷パルコ　1983年）
- 【すべてはALRIGHT】（渋谷パルコ　1985年）
- 【MR. & MRS.】(ドイフォトプラザ渋谷、札幌パルコ　1988年)
- 【窯変源氏】（京都、江寿画廊　1997年）
- 【DARK MOON】（ドイフォトプラザ渋谷　1998年）
- 【HORIZON】（新宿ニコンサロン、大阪ニコンサロン 2001年）
- 【HORIZON】（京都駅ビル　2002年）
- 【PASSING】 (エプソン イメージング ギャラリー エプサイト 2015年）

## 絵本
- 猫の時間（ランダムハウス講談社刊　2008年）文・仲井戸麗市

## その他
- 杏里
  - 『Heaven Beach』（1982年11月21日） –  ジャケット写真
  - 『Bi・Ki・Ni』（1983年6月5日） –  ジャケット写真
- 大滝詠一
  - 「恋の汽車ポッポ」（1971年12月10日） –  ジャケット写真
  - 「空飛ぶくじら」（1972年6月25日） –  ジャケット写真
- 山下達郎
  - 『ARTISAN』（1991年6月18日） –  インナー写真